# قرار مجلس الأمن التابع للأمم المتحدة رقم 1758
قرار مجلس الأمن التابع للأمم المتحدة رقم 1758، الذي اتخذ بالإجماع في 15 يونيو 2007، بعد التأكيد على جميع القرارات حول الوضع في قبرص، ولا سيما القرار 1251 (1999)، مدد المجلس ولاية قوة الأمم المتحدة في قبرص لمدة ستة شهور حتى 15 ديسمبر 2007.

## القرار

### أعمال
وبتمديد ولاية قوة الأمم المتحدة لحفظ السلام في قبرص، دعا القرار كلا الجانبين إلى مناقشة عملية ترسيم الحدود على وجه السرعة. وحث الجانب القبرصي التركي على استعادة الوضع العسكري الذي كان قائما في ستروفيليا قبل 30 يونيو 2000.
وطلب المجلس من الأمين العام تقديم تقرير بحلول 1 ديسمبر / كانون الأول 2007 عن التقدم المحرز.

## روابط خارجية
- نص القرار في undocs.org